# Bob Colacello
Bob Colacello (nacido en 1947) es un escritor estadounidense nacido en Bensonhurst, Brooklyn, Nueva York, y criado en Plainview, Long Island. Se graduó de la Escuela de Servicios Extranjeros Edmund A. Walsh en la Universidad de Georgetown en 1969, y también tiene una maestría de Bellas Artes en crítica cinematográfica de la Universidad de Columbia.

## Primeros pasos y la revistaInterview
Colacello comenzó su carrera como escritor alrededor de 1969, cuando comenzó a publicar críticas de películas en el semanario Village Voice. Como estudiante de posgrado en el departamento de cine de la Universidad de Columbia en Nueva York, sus primeras publicaciones se duplicaron así como sus ensayos de clase y tareas asignadas. En 1970, Colacello escribió una reseña de la película Trash de Andy Warhol, que calificó de «gran obra maestra católica romana». Esta crítica atrajo la atención de Warhol, y Paul Morrissey, el director de muchas de las películas de Warhol, quien se acercó a Colacello para escribir para la revista Interview, una nueva revista de arte, cine y moda que acababa de salir en publicación. Colacello se convirtió en editor de Interview en poco menos de seis meses y durante los siguientes 12 años, permaneció directamente involucrado en todos los aspectos de la vida y los negocios en The Factory, el famoso estudio de Warhol, mientras desarrollaba en la revista Interview  una de las revistas de estilo de vida más conocidas de la época. Como el propio Colacello escribe en Holy Terror: Andy Warhol Close up (1990), Warhol sugirió que Colacello cambiara su nombre a Bob Cola, para que sonara más «pop».

## Escritos biográficos
Después de su permanencia en Interview, Colacello comenzó a escribir para la revista Vanity Fair y desde entonces ha colaborado regularmente en la redacción de perfiles extensos en una amplia gama de personalidades públicas, como el Príncipe Carlos y Camilla Parker Bowles, Balthus, Rudolf Nuréyev, Liza Minnelli, Estée Lauder, Doris Duke, y Naomi Campbell. Es el autor de Ronnie and Nancy: Their Path to the White House, 1911-1980, que trata sobre el ascenso social y político de Ronald Reagan y su esposa Nancy Reagan. Su libro sobre cómo trabajar con Andy Warhol en la década de 1970 y principios de la década de 1980, titulado Holy Terror: Andy Warhol Close Up, fue catalogado por The New York Times como el mejor acercamiento a la vida de Warhol.

## Libros
- Colacello, Bob. Bob Colacello's Out. Göttingen: Steidl, 2008.
- Colacello, Bob. Holy Terror: Andy Warhol Close Up. Nueva York, Nueva York: Harper Collins. Edición de reimpresión, 11 de marzo de 2014.